# Andrzej Benedykt Kłągiewicz
Andrzej Benedykt Kłągiewicz (lub Jędrzej) (ur. przed 1 stycznia 1767 w pobliżu Iłukszty w Inflantach, zm. 27 grudnia 1841) – duchowny katolicki, biskup tytularny chryzopolitański i pomocniczy brzeski (1830–1840), biskup wileński (od 1840).
Otrzymał doktorat teologii 27 maja 1815. Jako carski cenzor nie dopuścił do druku Ody do młodości w pierwszym tomie poezji Adama Mickiewicza. Przeciwnik powstania listopadowego w czasie którego był administratorem diecezji wileńskiej. Po rzezi ludności cywilnej w Oszmianie wystosował do cara list protestacyjny, za co został zesłany na 14 miesięcy.